# Permission Marketing

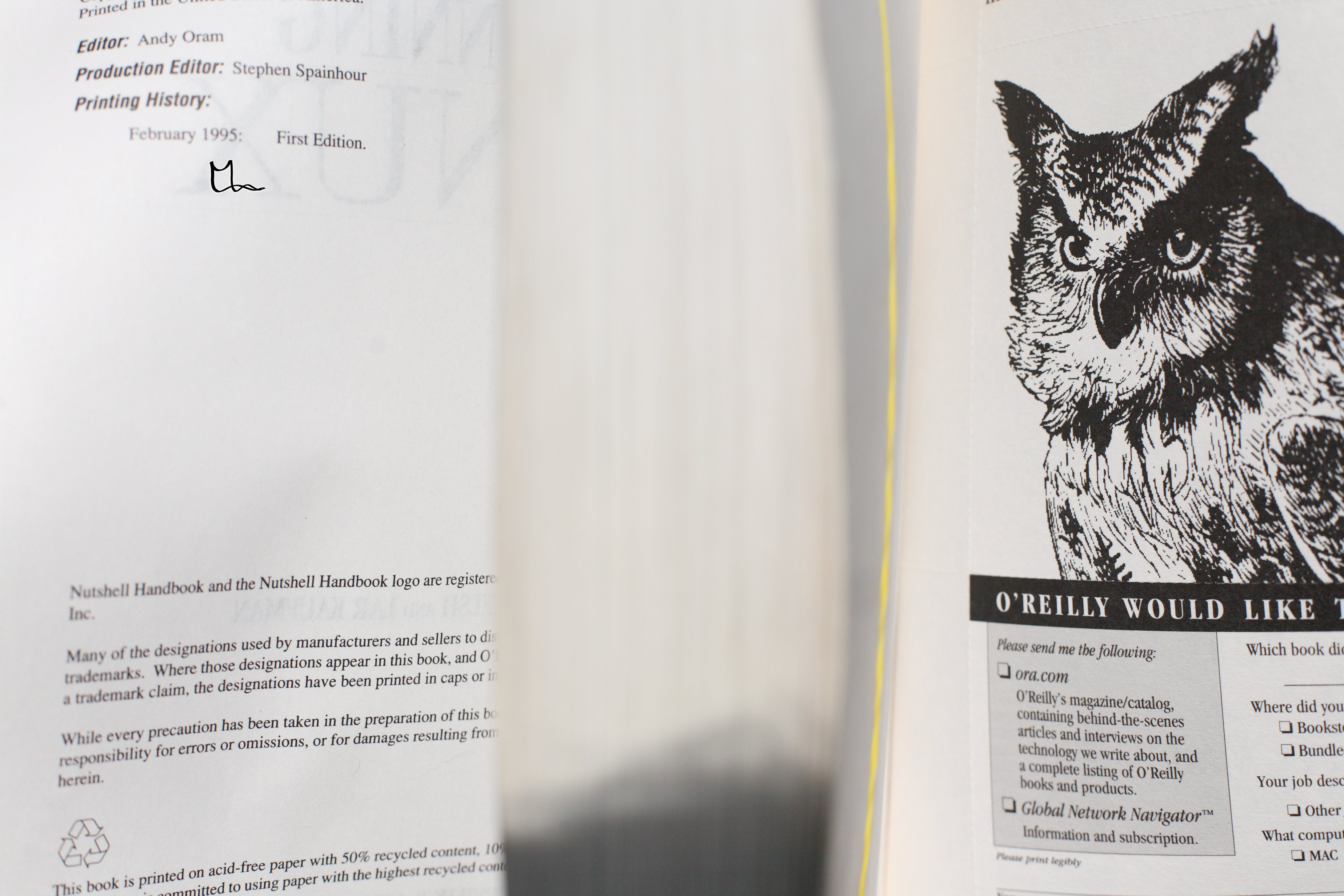
Beispiel für Permission-Marketing außerhalb des Internets aus dem Jahr 1995. Eine Antwortkarte in einem Buch, die auch eine Erlaubnis zum Senden von Werbematerial enthält, wenn der Absender die entsprechenden Kästchen ankreuzt.

Unter Permission Marketing versteht man im Marketing den Werbe- oder Informationsversand mit der ausdrücklichen Einwilligung (englisch permission) des Empfängers, zum Beispiel in Form von E-Mails. Der Begriff wurde zuerst in einem Buch von Seth Godin aus dem Jahr 1999 verwendet.

## Formen
Eine Form von Permission-Marketing sind Newsletter, die dem Empfänger einen Mehrwert (zum Beispiel Brancheninformationen) bieten können und in der Regel auf der Website des Unternehmens angeboten werden. Formulare zur Anforderung von Produktinformationen sind eine weitere Form dieses Marketing-Konzepts. Auch sogenannte Call-Back-Formulare gehören zu dieser Form des Marketings.
Weitere Formen von Permission-Marketing im Internet sind zum Beispiel die personalisierte Werbung in Sozialen Netzwerken, in E-Mail-Postfächern und in Blogs sowie bei der Internet Protocol Television  (IPTV). Die Auswertung von Big Data kann eine  individualisierte Werbung ermöglichen und wurde bereits vor 2000 betrieben.

## Gegenmaßnahmen
Zur Vermeidung unerwünschter Werbung können von Unternehmen beispielsweise die folgenden Maßnahmen angeboten werden:
- Implementierung von Opt-in, das absolut aber auch selektiv in Richtung auf Berechtigungsgruppen, Häufigkeit, Dauer oder Zeitfenster definiert werden kann.
- Implementierung von Opt-out

Die Nutzer von Medien mit personalisierter Werbung können zum Beispiel folgende Maßnahmen ergreifen:
- Datensparsamkeit und Datenvermeidung
- Keine Einwilligung bei Opt-in
- Widerspruch bei Opt-out

## Rechtliche Einordnung
Permission-Marketing bietet gegenüber konventioneller Werbung (z. B. in Zeitschriften, Fernsehen usw.) dem werbenden Unternehmen die Möglichkeit, den potenziellen Kunden direkt durch personalisierte Informationen anzusprechen. Eine Einwilligung ist für E-Mail- und Telefonwerbung erforderlich und seit der Datenschutznovelle 2008 grundsätzlich auch für Postwerbung. 